# Rickey Henderson
Pour les articles homonymes, voir Henderson.
Rickey Nelson Henley, né le 25 décembre 1958 à Chicago (Illinois) et mort le 20 décembre 2024 à San Francisco (Californie),, mieux connu professionnellement sous le nom de Rickey Henderson, est un joueur américain de baseball élu en 2009 au Temple de la renommée.
Il évolue dans la Ligue majeure de baseball au poste de voltigeur de gauche de 1979 à 2003. Il est le meilleur voleur de buts de l'histoire du baseball avec 1 406 buts volés. En 1991, il bat l'ancien record de 938 par Lou Brock. Henderson détient le record de buts volés en une saison, avec 130 pour les Athletics d'Oakland en 1982. Il est champion voleur de buts de la Ligue américaine à 12 reprises, plus que tout autre joueur dans l'histoire. Il détient aussi le record de 2 295 points marqués en carrière. 
Il frappe 3 055 coups sûrs, dont 297 circuits, et devient en 2001 le 25e joueur à atteindre les 3 000 coups sûrs dans les majeures. Généralement reconnu comme le meilleur premier frappeur de l'alignement à avoir joué dans le baseball majeur, sa moyenne de présence sur les buts en carrière se chiffre à ,401. 
Élu au Temple de la renommée du baseball le 12 janvier 2009, Henderson y est intronisé comme joueur des Athletics d'Oakland le 26 juillet 2009. Son numéro 24 est retiré par les Athletics le 1er août 2009. Le 3 avril 2017, le terrain du Oakland Coliseum où jouent les Athletics depuis 1968 est baptisé Rickey Henderson Field.

## Carrière

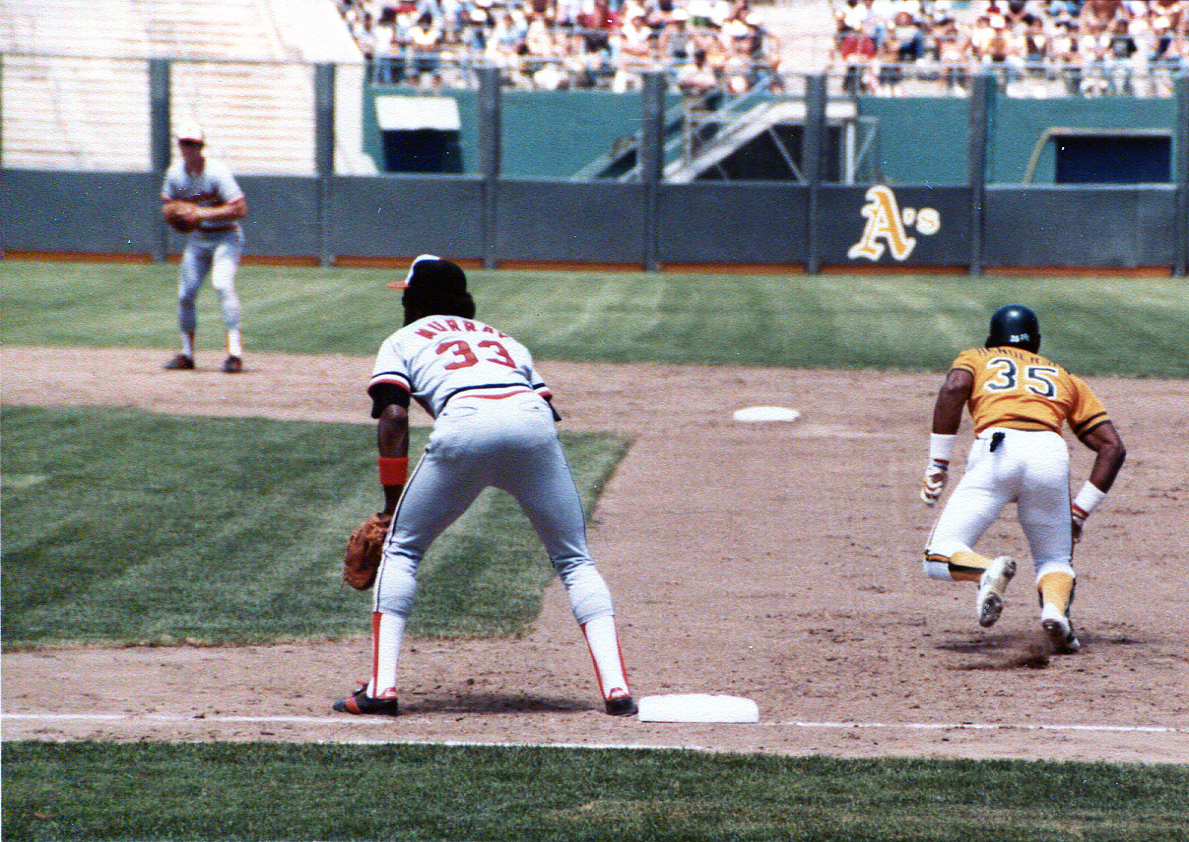
Rickey Henderson (à droite) en course pour voler le deuxième but lors d'un match en 1983.

Dans les ligues mineures le 26 mai 1977, Rickey Henderson, âgé de 18 ans, vole 7 buts dans un même match des A's de Modesto contre les Giants de Fresno, établissant un record de la California League qui tient toujours 40 ans plus tard. Le plus grand nombre de buts volés réussis en un match de Ligue majeure par Henderson est de 5, lors d'une rencontre des Athletics d'Oakland face aux Mariners de Seattle le 29 juillet 1989,.
Henderson est réclamé par les Athletics d'Oakland au 4e tour de sélection du repêchage amateur de juin 1976.
Henderson détient le record d'équipe des Athletics d'Oakland pour les buts volés avec 867 pour ce club, loin devant le second plus haut total (566 par Bret Campaneris) qu'il dépasse au cours de la saison 1990.
Henderson établit aussi un record de 326 buts volés pour les Yankees de New York durant ses années avec ce club de 1985 à 1989, mais sa marque d'équipe est battue le 28 mai 2011 par Derek Jeter, qui termine sa carrière en 2014 avec 358 buts volés.
Henderson doit devenir agent libre pour la première fois au terme de la saison 1985. Moins d'un an avant cette échéance, les Athletics d'Oakland l'échangent aux Yankees de New York dans un transfert qui ne doit avoir lieu que si Henderson parvient dans les 48 heures à s'entendre sur un contrat à long terme avec sa nouvelle équipe. Les Yankees lui font signer un contrat de 8,6 millions de dollars pour 5 ans. L'échange est donc conclu le 5 décembre 1984 : Henderson et le lanceur droitier Bert Bradley passent donc d'Oakland à New York, tandis que les Athletics reçoivent le voltigeur Stan Javier, le lanceur gaucher Tim Birtsas et les lanceurs droitiers Jay Howell, Eric Plunk et José Rijo.
Avec les Yankees le 28 avril 1989, Henderson bat un record de Bobby Bonds avec le 36e coup de circuit de sa carrière comme premier frappeur du match pour son équipe,. Il termine sa carrière avec un total inégalé de 81 circuits dans ces circonstances.

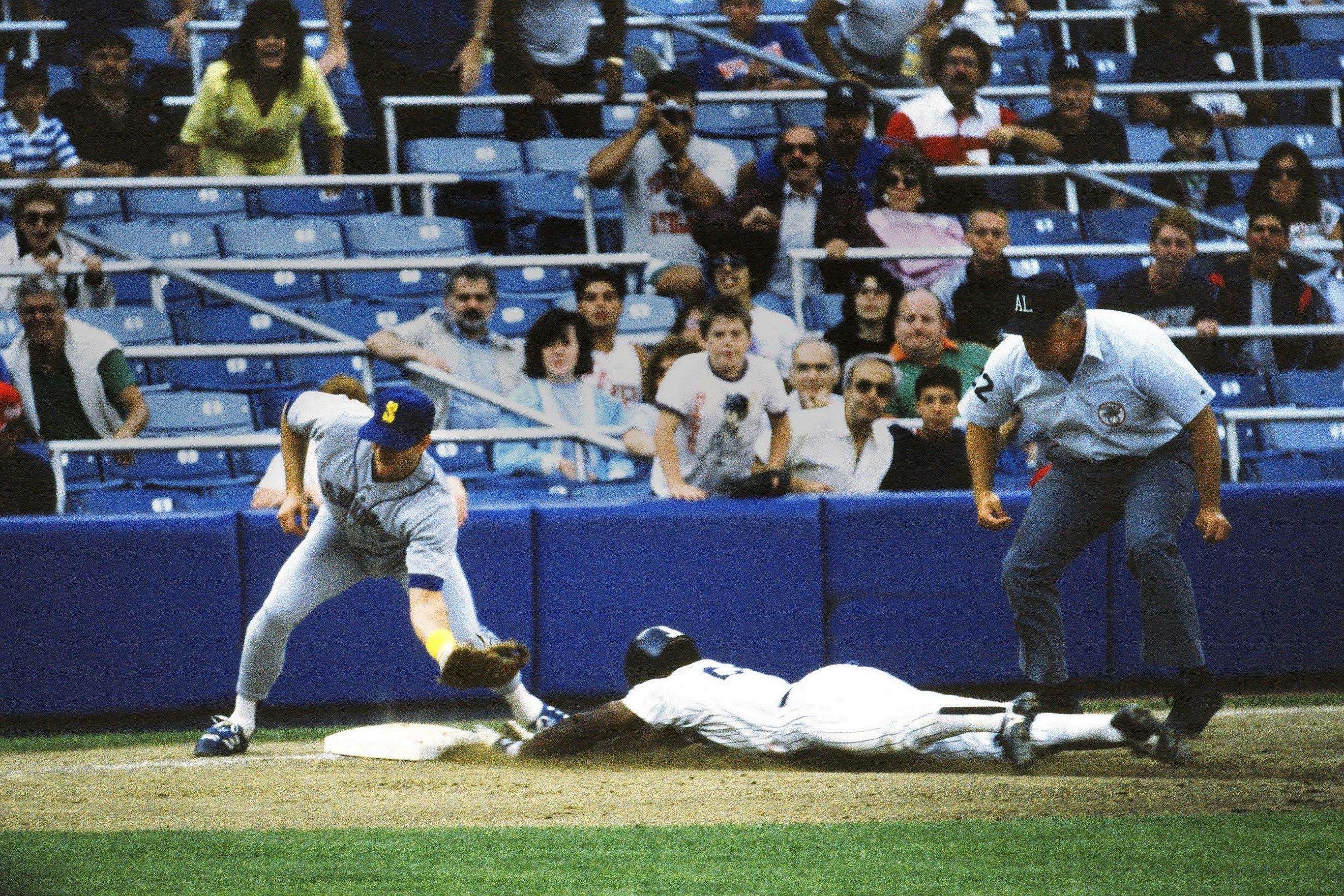
Rickey Henderson (à droite) vole un but en 1988 pour les Yankees.

Vers la fin de sa 5e année à New York, les Yankees sont peu confiants (ou peu disposés) à rencontrer les exigences salariales de Henderson, qui doit devenir agent libre après la saison 1989. Le 21 juin 1989, ils le retournent donc, quatre ans et demi après avoir fait son acquisition, aux Athletics d'Oakland, recevant en échange le lanceur gaucher Greg Cadaret, le lanceur droitier Eric Plunk et le voltigeur Luis Polonia. 
Rickey Henderson fait partie de l'équipe des Athletics championne de la Série mondiale 1989, amenant ainsi un premier titre à Oakland depuis 1974. 
Le 28 novembre 1989, Henderson accepte des Athletics un contrat de 12 millions de dollars pour 4 saisons ; à une époque où les contrats à long terme ne sont pas monnaie courante, c'est la première entente de 4 ans signée dans le baseball majeur par un agent libre depuis le pacte de Ken Oberkfell avec Atlanta en 1985, et il fait de Henderson le second joueur de l'histoire payé 3 millions de dollars par an après Kirby Puckett au Minnesota.
Avec Oakland, Henderson est le meilleur joueur de la Ligue américaine en 1990, avec 65 buts volés, 97 buts sur balles, 119 points comptés et une moyenne au bâton de ,325. 
Le 31 juillet 1993, vers la fin de la dernière année de contrat de Henderson avec Oakland, les Athletics l'échangent aux Blue Jays de Toronto contre deux joueurs des ligues mineures : le lanceur droitier Steve Karsay et le voltigeur José Herrera ; Henderson aide les Blue Jays à remporter la Série mondiale 1993.
Henderson apparaît dans les séries éliminatoires lors de 8 saisons différentes, accumulant 5 circuits, 33 buts volés et une moyenne au bâton de ,284 en 60 parties. Il établit un record de 33 buts volés en séries éliminatoires qui est battu par Kenny Lofton en 2007. 
Avec les Padres de San Diego, Henderson bat en 2001 deux records importants et atteint les 3 000 coups sûrs en carrière. Le 25 avril contre Philadelphie, il soutire au lanceur José Mesa le 2 063e but sur balles de sa carrière, battant les 2 062 reçus par Babe Ruth de 1914 à 1935 et établissant la nouvelle marque du baseball majeur. En date de 2017, Henderson a le second plus haut total de buts sur balles en carrière (2 190) derrière Barry Bonds (2 558), qui bat son record en 2004. Les 2 129 buts sur balles non intentionnels reçus par Henderson au cours de sa carrière sont cependant un record, puisque Bonds compte en carrière un record de 688 buts sur balles intentionnels, mais 1 870 non intentionnels.
Le 4 octobre 2001, Henderson bat lors d'un match des Padres face aux Dodgers de Los Angeles le record de 2 244 points marqués établi par Ty Cobb de 1905 à 1928 et savoure l'événement en glissant au marbre les bras devant. Il termine sa carrière avec le record de 2 295 points marqués. 
Le 7 octobre 2001 à San Diego, lors du dernier match en carrière du futur membre du Temple de la renommée Tony Gwynn, Henderson ajoute au spectacle offert aux partisans des Padres en devenant le 25e joueur de l'histoire à atteindre les 3 000 coups sûrs en carrière, avec un simple aux dépens du lanceur John Thomson des Rockies du Colorado. Henderson termine sa carrière avec 3 055 coups sûrs.

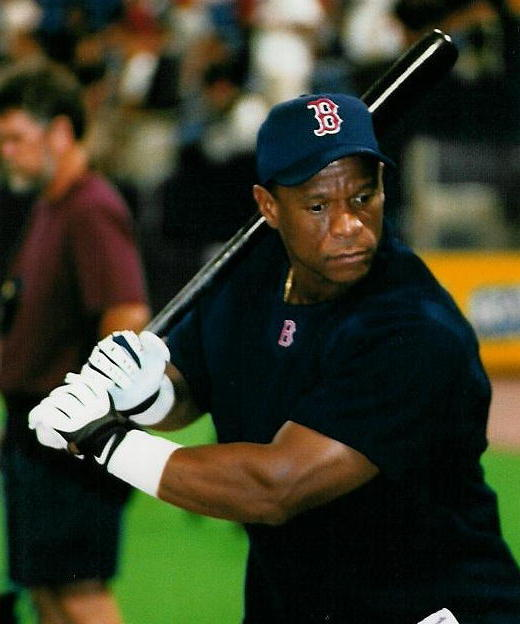
Rickey Henderson en 2002 avec les Red Sox de Boston.

Sans contrat au début de la saison 2003, Henderson joue avec les Bears de Newark, un club de baseball indépendant de l'Atlantic League, avant de revenir dans les majeures avec les Dodgers de Los Angeles. Son dernier match dans les majeures est joué avec les Dodgers le 19 septembre 2003 à l'âge de 44 ans et 268 jours. Il n'annonce cependant pas sa retraite et joue professionnellement deux autres saisons : à nouveau avec Newark en 2004 puis avec les Surf Dawgs de San Diego, équipe indépendante de la Golden Baseball League, en 2005.
Le 13 juillet 2007, Henderson est nommé instructeur de premier but des Mets de New York en remplacement de Howard Johnson, promu au rang d'instructeur des frappeurs ; Henderson indique alors que cela signifie qu'il est « officiellement retiré » comme joueur. Il n'est pas de retour en 2008 comme instructeur des Mets.

## Vie personnelle
Avec son épouse Pamela, Rickey Henderson a trois filles : Angela, Adrianna et Alexis.
Henderson est un avide partisan des Raiders d'Oakland.
Athlète en devenir qui brille dans trois sports à l'école secondaire, Henderson rêve de jouer au football américain mais dit avoir laissé sa mère, qui craignait qu'il ne se fasse mal en jouant au football, choisir pour lui le baseball.
Considéré comme l'une des personnalités les plus colorées du baseball, protagoniste de légendes urbaines (comme celle, fausse, voulant qu'il soit incapable de reconnaître son coéquipier John Olerud), Rickey Henderson a été décrit par Tom Verducci (en) de Sports Illustrated comme « un Yogi Berra de l'ère moderne, mais en plus rapide » pour ses extravagances et ses répliques originales. Il est notamment connu pour parler de lui-même à la troisième personne.

## Statistiques en carrière
| Statistiques de frappeur |            |            |      |       |      |      |     |    |     |      |      |     |      |      |       |       |       |
|                          |            |            | G    | AB    | R    | H    | 2B  | 3B | HR  | RBI  | SB   | CS  | BB   | SO   | BA    | OBP   | SLG   |
| Totaux                   | 25 saisons | 25 saisons | 3081 | 10961 | 2295 | 3055 | 510 | 66 | 297 | 1115 | 1406 | 335 | 2190 | 1694 | 0,279 | 0,401 | 0,419 |